# Les Espèces patrimoniales
Les Espèces patrimoniales est une série de timbres postaux émise sur plusieurs années entre 2014 et 2018 par l'office des Émissions de timbres-poste dans la principauté de Monaco. Comme son nom l'indique, elle dépeint des espèces animales ou végétales présentes sur le territoire de la principauté ou en lien proche avec elle.

## Liste
| Espèce                                                                 | Dessin et gravure                               | Date d'émission | Impression              | Dimensions    | Orientation | Tirage  | Prix   | Code OETP |
| ---------------------------------------------------------------------- | ----------------------------------------------- | --------------- | ----------------------- | ------------- | ----------- | ------- | ------ | --------- |
| Caroubier (Ceratonia siliqua)                                          | Noëlle Le Guillouzic (dessin)                   | 12 juillet 2014 | Héliogravure            | 30 × 40,85 mm | Vertical    | 60 000  | 0,61 € | 14294,    |
| Herbier de Posidonie (Posidonia oceanica)                              | Noëlle Le Guillouzic (dessin)                   | 21 janvier 2015 | Héliogravure            | 30 × 40,85 mm | Vertical    | 50 000  | 0,68 € | 15122,    |
| Corb (Sciaena umbra)                                                   | François Guiol (dessin), Pierre Bara (gravure)  | 5 février 2016  | Taille-douce 6 couleurs | 40 × 31,77 mm | Horizontal  | 50 000  | 1,60 € | 16162,    |
| Corail rouge (Corallium rubrum)                                        | Noëlle Le Guillouzic (dessin)                   | 2 mai 2017      | Offset                  | 40,85 × 30 mm | Horizontal  | 220 000 | 0,05 € | 17294,    |
| Campanule à racine épaisse (Campanula macrorhiza)                      | Noëlle Le Guillouzic (dessin)                   | 2 mai 2017      | Offset                  | 30 × 40,85 mm | Vertical    | 120 000 | 5,00 € | 17296,    |
| Cormoran huppé de Méditerranée (Phalacrocorax aristotelis desmarestii) | François Guiol (dessin), Elsa Catelin (gravure) | 7 juin 2018     | Taille-douce 6 couleurs | 30 × 40,85 mm | Vertical    | 45 000  | 1,30 € | 18236,    |